# 南洋通商大臣
南洋通商大臣（なんようつうしょうだいじん）は清朝の欽差大臣。略して南洋大臣ともいう。
阿片戦争後の道光24年（1844年）に、南京条約で開港された5港（広州・福州・アモイ・寧波・上海）での対外通商と外交事務を担当する五口通商大臣が広州に設置され、両広総督が兼任した。アロー戦争後の咸豊11年（1861年）に五口通商大臣の役所は上海に移され、総理各国事務衙門の管轄下に置かれた。この時期の五口通商大臣は薛煥であった。
同治5年（1866年）に五口通商大臣は南洋通商大臣と改称され、両江総督が兼任することとなり、南京に移された。歴代の南洋大臣には曽国藩、李鴻章、左宗棠、沈葆楨、張之洞、劉坤一、端方らがいる。